# 당예서
당예서(唐汭序, táng ruì xù, 1981년 4월 27일~)은 중국 출신 대한민국의 전 탁구 선수이자 현 코치로 현재 대한항공 탁구단의 코치를 맡고 있다. 본명은 탕나(중국어: 唐娜, 병음: Táng Nà).
중국 지린성 창춘 출신으로 6세 때부터 탁구를 시작하였다. 중국의 국가대표팀에 소속되어 있었으나 중국의 선수층이 워낙 두터워 국제 대회에 참가하지 못했다. 이에 한·중 탁구 커플로 알려진 자오즈민이 대한민국행을 권유하여 2000년에 대한민국으로 건너와 자오즈민의 주선으로 2001년부터 대한항공 탁구 팀의 훈련 파트너로 활동하게 되었다. 2006년 6월 중국에서 사업가인 중국인 "구샤오춘"씨와 결혼했다. 이후에도 거의 대한민국에서 활동하였으며, 2007년 대한민국에 귀화하고 이름을 당예서로 개명하였다.
- 대한민국 국적을 얻은 후 2008년의 대한민국의 각종 대회를 석권하며 국가대표 선수가 되었으며 모국인 중국에서 개최된 2008년 하계 올림픽에 출전하여 2008년 8월 17일 여자 탁구 단체전에서 동메달을 획득했다.
- 2008년 9월 13일 대한민국 네티즌으로부터 금메달을 수여받았는데 이 메달은 2008년 하계 올림픽에서 국민에 감동을 준 선수에 의미 있는 국민의 성금으로 만들어진 것이라고 한다.
- 2008년 8월 12일에는 다음 카페에 개설된 팬카페 당예서를 사랑하는 모임의 많은 회원들이 국내 탁구 대회장을 찾아 그녀와 대한항공 탁구단을 응원하는 모임을 갖기도 하였다.
- 2011년 3월 21일 당예서는 남편 "구샤오춘"과의 사이에서 딸 "구다현"을 낳았다.[3]
- 2012년 4월 1일 독일 도르트문트에서 열린 세계 탁구 선수권 대회 단체전에서 동메달을 거머쥐었다.
- 2012년 하계 올림픽 탁구 단체전 예비 선수로 참가자격을 얻은 후 김경아, 석하정과 함께 단체전 8강전에 출전하여 4강에 올랐으나 최종 4위로 아쉽게 메달 획득에는 실패했다.
- 2013년 3월 세계 탁구 선수권 대회 출전권을 후배들을 위해 반납하고 사실상 은퇴하였으며 현재는 대한항공 탁구단의 코치로 왕성하게 활동 중이다.

## 주요 경력
- 2012년 - 런던 올림픽 대한민국 탁구 국가대표
- 2008년 - 베이징 올림픽 대한민국 탁구 국가대표
- 1997년 - 1999년 중국 국가대표
- 1995년 - 1997년 중국 청소년대표[4]

## 주요대회기록
- 2013.1월 전국종합탁구선수권대회 여자 탁구 단체전 우승
- 2012년 세계선수권대회 여자 탁구 단체전 동메달
- 2011년 전국체전 여자 탁구 단체전 우승
- 2010년 유럽참피언리그 여자부 우승
- 2008년 하계 올림픽 여자 탁구 단체전 동메달
- 2008년 종합선수권 대회 단체전, 단식 2관왕
- 2008년 세계선수권 최종 대표선발전 단식 우승

## 같이 보기
- 석하정